# David Cook
David Cook é um cantor americano de rock e compositor. Em 21 de Maio de 2008 foi declarado vencedor da sétima temporada do reality show American Idol, ao vencer David Archuleta com 56% dos votos.
Em novembro de 2008, David Cook lançou seu primeiro álbum após se tornar amplamente conhecido. O disco, chamado simplesmente David Cook, teve como primeiro single a canção "Light On" e segundo single a canção "Come Back to Me".

## Biografia
Nascido em 20 de Dezembro de 1982, em Houston, Texas, e criado em Blue Springs, Missouri, David Cook se formou em Design Gráfico pela Central Missouri State University em 2006. A paixão pela música, entretanto, é antiga.
Cook cresceu vendo o pai tocar violão e escolheu o violino como seu primeiro instrumento — pelos motivos mais escusos. “Eu tentei o violino primeiro porque tinha uma garota na orquestra da escola que eu achava linda.”
Aos 12 anos, ganhou sua primeira guitarra, uma Fender Stratocaster, presente de seu pai. “Meus pais têm uma coleção bem eclética de música. Minha mãe gostava de Kenny Rogers e meu pai estava mais pra Boston, Kansas e Dire Straits. A primeira fita que eu comprei foi Kris Kross. Quando eu tinha 13 anos alguém me mostrou a música ‘Closer’, Nine Inch Nails, e depois que eu passei pela arrogância da letra, realmente gostei da música. Então eu cheguei ao rock, que me fez chegar até aqui.”

## Axium
David Cook foi cantor e guitarrista da banda Axium, entre 1999 e 2006. Formou a banda ainda quando estava no último ano do colegial, junto com o baterista Bobby Kerr.
Na primeira apresentação, a Axium (escrito “Axiom” na época) tinha como membros Cook, Kerr, Matt Pedro Oliveira na guitarra e Drew Fox no baixo. Foss logo foi substituído por Anthony Mazzarella, e com esta formação gravaram um demo sem nome. David e Bob passaram por alguns baixistas em busca da banda perfeita, porém os dois sempre continuaram juntos na formação da Axium. Em maio de 2001, finalmente encontraram Jeff Kerr. Em Junho de 2004, Travis Grogan foi recrutado como baixista para tocar em estúdio no álbum “The Store Thus Far”.
No entanto, em 2005, Bob Kerr deixou a banda. No ano seguinte, David Cook também a deixou, terminando, assim, com a Axium.
Axium tocou com grandes nomes da música, como 8Stops7, Caroline’s Spine, Maroon 5, Fountains of Wayne e Smash Mouth.
Uma das músicas da banda, “Hold”, foi escolhida pela rede de cinemas AMC Theatres como a música tema para ser tocada antes dos filmes, utilizada em mais de 20 000 cinemas por todo o país.
A Axium também foi nomeada uma das 15 melhores bandas independentes dos EUA pelo “Got Milk?” e eleita a melhor banda de Kansas City, em 2004.

## Midwest Kings
Após o rompimento da banda, Cook, então formado na Universidade, mudou-se para Tulsa, Oklahoma, onde integrou uma turnê com a Midwest Kings (banda com a qual a Axium já havia tocado em 2003), tocando guitarra, baixo, fazendo vocal e segunda voz. David também trabalhou como garçom em diversos clubes de Tulsa, dentre eles o Blank Slate e o Rehab Lounge.
Segundo entrevista realizada com Andy Skib, vocalista da Midwest Kings, Cook deixou a banda porque queria divulgar seu projeto solo, como vocalista.
Apesar de a Midwest Kings ter acabado, os integrantes continuam amigos. Prova disto é que tanto Neal Tiemann e Andy Skib são integrantes da nova banda de David; e Josh Center fez testes para ser baterista.

## Carreira solo
Enquanto ainda tocava na Midwest Kings, em 6 de Maio de 2006, David Cook lançou um álbum solo independente, intitulado Analog Heart, o qual ele projetou e fez o trabalho artístico. O CD foi eleito o 4º melhor álbum lançado pela internet pelo site Music Equals Life. Cook também foi eleito pelo “Urban Tulsa Weekly’s” a Melhor Produção Local de Álbum Independente no “Absolute Best of Tulsa”, em 2007.
Durante o final de semana do dia 18 de abril e 20 de abril de 2008, Analog Heart foi listado como o número 1 de downloads de MP3, na categoria “Today’s Top MP3 Albuns” no site Amazon.com, pouco depois o álbum foi removido. O CD vendeu 900 cópias na semana antes de ser removido e 300 cópias na anterior. Segundo dados da Nielsen SoundScan, nas semanas que antecederam estas duas, Analog Heart não tinha obtido nem 5 cópias de venda em uma semana.
Em artigo publicado pelo USAToday.com no dia 23 de maio de 2008, Cook disse a jornalistas por uma conferência por telefone o suposto motivo da retirada de seu CD da loja virtual. Segundo ele, seu CD foi retirado, assim como a maioria dos CDs dos demais participantes do programa, por motivos relativos a contratos com o American Idol, que não permite este tipo de comercialização.
Porém, vale ressaltar que David Cook foi apenas um peão nesta história, já que não houve promoção de sua parte em nenhum momento, ou seja, foi um problema entre a Amazon e o American Idol, realmente não havia motivos para a quantidade de rumores sobre isto na época. Porém, a mídia não parou com os boatos, mesmo com a retirada do CD do site, vários veículos afirmaram que tudo se deu devido ao fato que Analog Heart tinha obtido maior número de downloads que o CD de estreia de Mariah Carey. Nada disto foi confirmado.
Cook estava gravando seu segundo álbum quando Andrew, seu irmão mais novo, lhe chamou para acompanhá-lo na seleção do American Idol. Ele inclusive chegou a tentar tocar violino neste disco, sem sucesso.
Suas influências musicais são Our Lady Peace, Alice in Chains, Big Wreck, Pearl Jam, Chris Cornell, Switchfoot, Bon Jovi e Collective Soul.

## American Idol
David Cook fez sua audição para o programa em Omaha, Nebrasca, onde cantou a música “Livin’ on a Prayer”, de Jon Bon Jovi. Seu plano inicial não era ingressar no programa, apenas apoiar seu irmão mais novo, Andrew. A pedido dele, Cook acabou participando das audições.
“No último minuto eu decidi tentar. Andrew e eu estávamos no mesmo grupo de quatro pessoas para a primeira audição e ele não foi selecionado. Isso foi muito constrangedor. Eu virei pra ele e vai ‘Você quer que eu faça isso? Porque se você não quiser, eu não vou.’ E ele me respondeu ‘Se você não fizer eu vou te bater.’”
Com sua performance de “Livin’ on a Player”, passou para a fase de Hollywood, com 3 “sim” dos jurados, Randy Jackson, Simon Cowell e Paula Abdul.
Sua primeira apresentação em Hollywood foi com a música “(Everything I Do) I Do It for You”, de Bryan Adams, que cantou tocando violão. Na segunda apresentação em Hollywood cantou “I’ll Be”, de Edwin McCain.
Cook realmente aproveitou a oportunidade inédita dada pelo programa, pois pela primeira vez em todas as edições foi permitido instrumentos musicais tocados pelo próprio competidor. Além de ter utilizado nas apresentações de Hollywood, também utilizou guitarra nas apresentações de “All Right Now”, “Hello”, “Day Tripper”, “I’m Alive”, “Baba O’Riley”, “Dare You To Move”, e violão nas apresentações de “Little Sparrow”, “All I Really Need Is You” e “The World I Know”.
Ele usa uma guitarra branca Gibson Les Paul para canhotos com a inscrição “AC”, presente de aniversário dado por seu pai em seu aniversário de 12 anos. David falou sobre as iniciais em entrevista ao TV Guide: “Tenho dois irmãos, Adam e Andrew. Então, por superstição, eu coloco as iniciais deles em tudo desde pequeno.”
A partir do Top 12, Cook começou a usar uma pulseira de silicone laranja, para homenagear uma fã especial, Lindsey Rose, que tem leucemia. Porém, o fato de usar a pulseira representa também, segundo ele, uma forma que encontrou de abraçar todas as causas de luta contra o câncer.
Sua performance com a música “Billie Jean”, de Michael Jackson, na semana de “músicas do ano que você nasceu”, o Top 11, foi muito elogiada pelos jurados, principalmente Simon Cowell. Algum tempo depois, Simon disse em uma entrevista para a Entertainment Weekly que a apresentação de David Cook foi “superior” a qualquer apresentação que haviam visto até aquele momento no programa, e embora soubesse que os arranjos foram feitos com base na versão da música de Chris Cornell, disse que realmente era importante. Esta performance já rendeu mais de 4,5 milhões de acessos no YouTube, que tem sua apresentação. A versão de Cook de “Always Be My Baby”, de Mariah Carey, na semana de músicas da própria cantora, também foi elogiada, inclusive ovacionada de pé por Randy Jackson — que é responsável pelo sucesso de Mariah, pois é seu produtor musical.
David Cook venceu a 7ª temporada do American Idol com 56% dos votos, no dia 21 de Maio de 2008, derrotando David Archuleta com uma diferença de 12 milhões de votos. A música da vitória foi “The Time Of My Life”, vencedora do concurso “American Idol Songwriter’s”, promovido pelo programa para que compositores enviassem músicas para ser o single da vitória.
“O processo todo me fez começar uma nova vida na qual eu tenho certeza de quem eu sou, como eu nunca tive. Eu aprendi que tenho que aproveitar quando estou cantando para o público, porque se não der certo, tudo bem, eu sigo em frente.”
Durante a final do American Idol, David apareceu em um comercial do jogo “Guitar Hero”, fazendo o mesmo que Tom Cruise em “Risky Business”. Este comercial foi dirigido por Brett Ratner.

## Após a Vitória no American Idol
Na semana do dia 25 de Maio, David Cook conseguiu quebrar vários recordes nos charts da Billboard, famosa revista e site que listam as músicas mais tocadas nas rádios americanas e também álbuns mais vendidos.
Seu recorde mais notório foi romper a proeza de ter 11 músicas de estreia nos charts da Billboard Hot 100, batendo o recorde anterior estabelecido por Miley Cyrus (Hannah Montana), em 2006, quando ela tinha 6 músicas de estreia na Billboard Hot 100.
Seu primeiro single, “The Time Of My Life”, estreou em 3º lugar na Billboard Hot 100. As onze músicas que chegaram à lista lhe renderam o título de artista que mais colocou músicas no Top 100 em uma semana na era Nielsen SoundScan — que começou em 1991 —, e o que mais colocou músicas no Top 100 em quaisquer das eras desde que os Beatles colocaram 14 músicas na lista, na semana de 11 de abril de 1964.
Além disso, David quebrou outro recorde nesta mesma semana, o de maior número de músicas na Billboard Hot Digital Songs, com 14 músicas de estreia, quebrando o recorde anteriormente estabelecido de 6 músicas de estreia por Jon Bon Jovi, em 2007.
As 17 músicas de Cook nos charts da Billboard tiveram um total de 944.000 downloads só na primeira semana. Em junho de 2008, David Cook tornou-se o primeiro vencedor do American Idol a fazer sucesso nos charts do Reino Unido, com apenas o single da vitória. A canção alcançou o 61º lugar em downloads.
Para a produção de seu CD pós-American Idol, David trabalhou com Ed Roland (Collective Soul), Zac Maloy (The Nixons), Jason Wade (Lifehouse), Neal Tiemann (MWK) e Raine Maida (Our Lady Peace). O álbum foi lançado em 18 de novembro de 2008, porém no Brasil seu lançamento será no fim de março de 2009.
O produtor do disco é Rob Cavallo, que já trabalhou com nomes conhecidos da música internacional, como Green Day, Goo Goo Dolls e Alanis Morissette. “The Time Of My Life” é uma faixa bônus do CD e conquistou platina no fim de 2008.
David Cook recebeu o certificado de Disco de Platina em 22 de Janeiro de 2009.
David Cook assinou contrato para ser o garoto propaganda da marca Skechers, com duração até dezembro de 2009.

## Turnê American Idol
A cada edição do programa, os 10 melhores colocados no American Idol saem em turnê por todo o território dos Estados Unidos. Com os integrantes da 7ª edição não poderia ser diferente.
A turnê 2008 começou no dia 1º de Julho, em Glendale, no Arizona, e revelou a lista de músicas que Cook cantaria não só naquele dia, mas também em todos os 51 shows seguintes.
Iniciando sua participação no show com “Hello”, David levou a platéia ao delírio ao surgir no meio do palco escuro com sua guitarra, desta vez cantando a música na íntegra — no programa ele havia cantado apenas a primeira parte, por causa do limite de tempo que todos os participantes tinham para cada música.
Embalou o público do Arizona com “The Time Of My Life” na seqüência e emocionou com “I Don’t Want to Miss a Thing”, mas esta era apenas a preparação para a emoção que viria logo depois.
Ao introduzir “My Hero” para a plateia, Cook causou histeria ao revelar que recebera naquele dia a notícia de que o tumor de seu irmão mais velho, Adam, parara de crescer. Como não poderia deixar de ser, David dedicou, então, a canção para o irmão, emocionando todos os presentes.
O set-list de David Cook na turnê 2008 do American Idol termina com a versão de Chris Cornell para “Billie Jean”, deixando o público pronto para a música final, o único número musical em grupo que David participa: “Please Don’t Stop the Music”.
Em todos os shows, ao término da primeira música, Cook faz um pequeno vídeo com sua câmera digital para, segundo ele, ter um registro pessoal desta experiência de sua vida.

## The Mavid Dance
David Cook e Michael Johns se tornaram grandes amigos durante a temporada do American Idol, e o público viu isto claro nos shows. Durante a última música do show, no meio da coreografia do grupo, Cook e Johns se destacaram no show de Las Vegas (5 de Julho de 2008), dançando juntos. Nascia, então, a “Mavid Dance”, que acabou por se tornar um dos momentos mais esperados do show pelos fãs.
Diariamente, a dupla criou coreografias inusitadas — e algumas polêmicas —, que rapidamente se tornaram a maior expectativa dos fãs que não podiam estar presentes no show.
Após o show em Hartford (8 de Agosto de 2008), os dois pararam subitamente de realizar a “Mavid Dance”, causando uma enorme comoção entre seus fãs. Muitos boatos e protestos depois, em Baltimore (12 de Agosto de 2008) voltaram a realizar as brincadeiras, em alguns casos até mesmo aceitando sugestões dos fãs, como em Charlotte (17 de Agosto de 2008), quando ganharam guarda-chuvas de fãs que encontraram durante a tarde e utilizaram-nos durante este momento do show.

## Encontrando Lindsey Rose
Uma garotinha de 7 anos que luta contra leucemia cativou David Cook, na semana do Top 12. Charley Belcher, seu pai, um famoso repórter, entrevistou Cook nos bastidores do programa e, a pedido do próprio David, deu-lhe uma pulseira de silicone laranja que toda a família usa em sinal de apoio a Lindsey. Desde então, não há um único momento em que tenha sido visto sem o adorno no pulso.
Em 21 de Agosto, ao chegar em Tampa, Flórida, para o show daquela noite, a primeira coisa que David fez foi encontrar Lindsey. A garota o acompanhou durante todo o dia, inclusive quando o cantor encontrou os fãs.

## Orgulho patriota
David Cook e sua banda tocaram para as Forças Armadas dos Estados Unidos, na Arábia Saudita, Bahrain, Qatar e UAE. Em entrevista concedida à KCRadio, Beth Foraker, sua mãe, disse estar muito orgulhosa do fato de o filho estar representando o país desta forma.

## A Turnê Declaration - 2009
Com seu novo disco lançado, Cook começará a realizar shows nos Estados Unidos em 13 de Fevereiro de 2009. “Nós meio que vamos voltar às nossas raízes e tocar em muitas faculdades. Porque eu lembro de ir a shows quando eu estava na faculdade e sentir uma energia muito bacana ali, que você não encontra em qualquer lugar. Como nos anos 70, todas essas maravilhosas bandas tocaram no circuito das faculdades, e eu quero voltar a isso. É nisso que estou focado — não apenas sair com quatro caras bacanas e nos divertirmos, mas fazer o que eu quero fazer.” Muita polêmica foi criada entre os fãs com relação aos shows da turnê, uma vez que a grande maioria será realizada em pequenos auditórios de faculdades e os ingressos não estão sendo vendidos ao público em geral, pois os estudantes esgotam-nos antes. Em 5 de Fevereiro de 2009, Cook postou um vídeo blog dizendo estar ciente disso, mas que esta será apenas a primeira de muitas turnês.

## Discografia
- Analog Heart (2006)
- David Cook (2008)
- This Loud Morning (2011)
- Digital Vein (2015)